# Gerstenberg
Gerstenberg est une commune allemande de l'est du land de Thuringe située dans l'arrondissement du Pays-d'Altenbourg. Gerstenberg fait partie de la Communauté d'administration de la Pleiße.

## Géographie

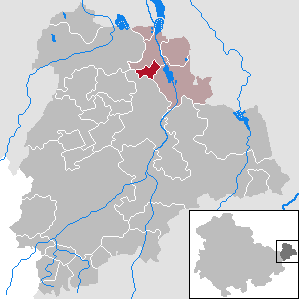
Situation de la commune (en rouge) dans l'arrondissement d'Altenbourg

Gertsenberg est située au nord de l'arrondissement, dans la vallée de la Pleiße, sur la rivière Gerstenbach, affluent de la rive gauche, à 4 km au nord d'Altenbourg. La commune est composée des deux villages de Gerstenberg et Pöschwitz.
Communes limitrophes (en commençant par le nord et dans le sens des aiguilles d'une montre) : Meuselwitz, Treben, Windischleuba et Altenbourg.

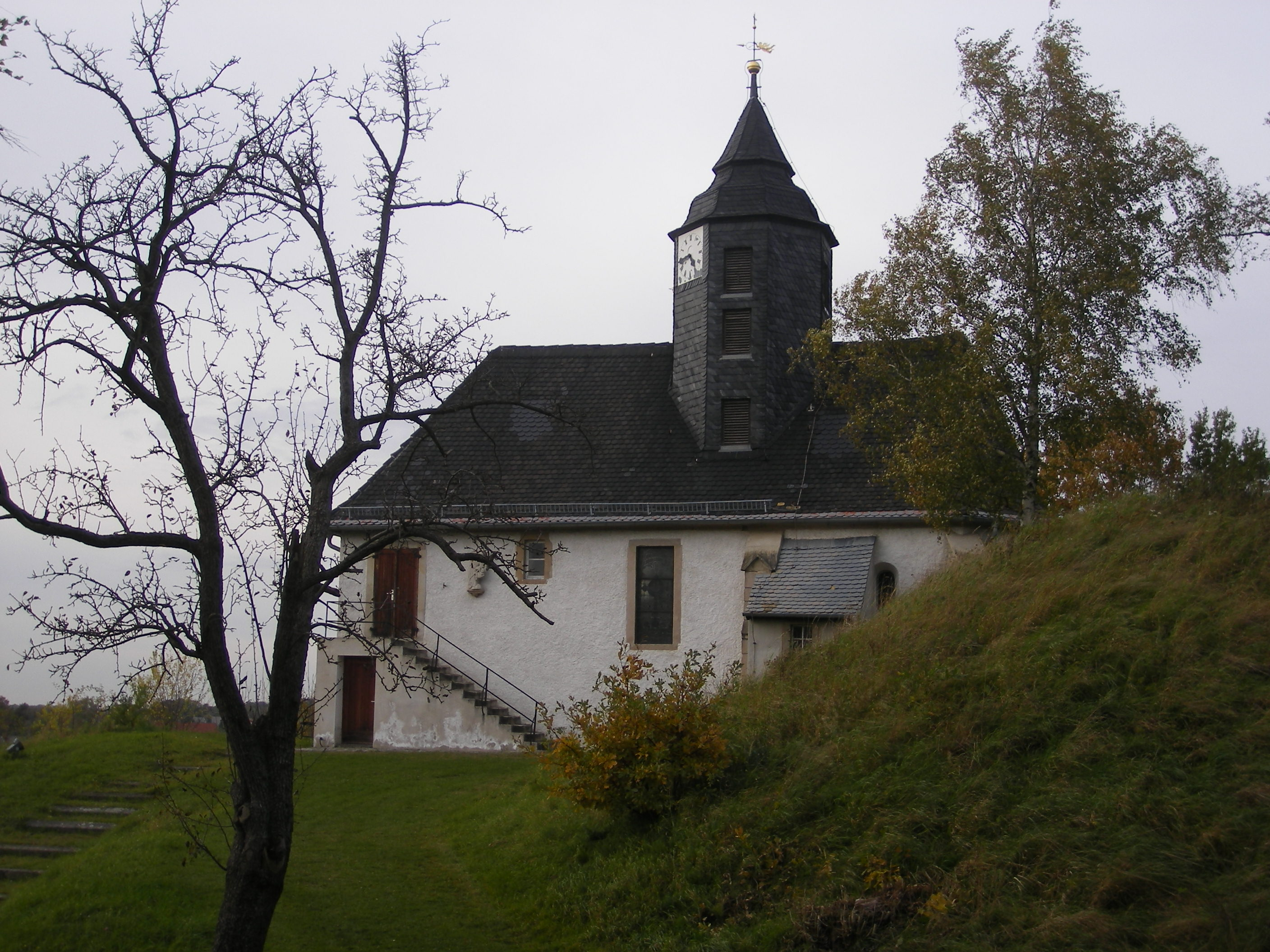
L'église de Gerstenberg

## Histoire
La première mention écrite du village de Gerstenberg date de 1227; Une famille de chevalier a utilisé le titre de vonGerstenberg jusqu'en 1770. un château est signalé dans le village de Pöschwitz dès 1181. Il fut de 1388 à 1945 la propriété des von Gabelentz, proches des familles ducales de Saxe-Gotha et Saxe-Altenbourg. en 1945, ils furent expropriés et le château transformé en établissement scolaire..
Les deux villages ont fait partie du duché de Saxe-Altenbourg (cercle oriental, ostkreis). Ils sont intégrés au nouveau land de Thuringe en 1920, dans l'arrondissement d'Altenbourg.

## Démographie
| 1900 | 1933 | 1939 | 1995 | 2000 | 2005 | 2010 |
| ---- | ---- | ---- | ---- | ---- | ---- | ---- |
| 564  | 589  | 630  | 621  | 609  | 569  | 538  |